# Șpîtkî, Kiev-Sveatoșîn
Șpîtkî (în ucraineană Шпитьки) este localitatea de reședință a comunei Șpîtkî din raionul Kiev-Sveatoșîn, regiunea Kiev, Ucraina.

## Demografie
Componența lingvistică a localității Șpîtkî
     Ucraineană (94,8%)
     Rusă (4,46%)
     Alte limbi (0,22%)
Conform recensământului din 2001, majoritatea populației localității Șpîtkî era vorbitoare de ucraineană (94,8%), existând în minoritate și vorbitori de rusă (4,46%).